# Ligament transverse inférieur de la scapula
Le ligament transverse inférieur de la scapula est un petit ligament s'étendant du bord latéral de l'épine de la scapula jusqu'à en dehors de la face postérieur du col de la glène de l'omoplate. Il limite latéralement l'incisure spinoglénoïdale.
Il forme une arche sous laquelle les vaisseaux supra-scapulaires et le nerf supra-scapulaire pénètrent dans la fosse infra-épineuse.